# Enrique Landaida
Orlando Enrique Landaida Franco (nacido el 14 de septiembre de 1974) también conocido como Kike Landaida, es un entrenador de fútbol paraguayo, actualmente gerente deportivo del Olimpia.

## Trayectoria
Enrique Landaida comenzó su carrera en Cerro Porteño, siendo coordinador de fútbol juvenil y también gerente de la configuración juvenil. En 2012 se trasladó al Club Nacional, bajo el mismo cargo.
En agosto de 2012 asumió un rol en la Asociación Paraguaya de Fútbol como coordinador juvenil. En 2013, también estuvo a cargo de la selección sub-15 en el Campeonato Sudamericano Sub-15 de 2013, y posteriormente fue nombrado director de desarrollo de la FIFA en la asociación.
Después de regresar al Cerro en 2013 fue nombrado director deportivo del club en 2016, pero se fue en marzo de 2017. En mayo, se trasladó al Club Olimpia como coordinador técnico.
En diciembre de 2017 fue nombrado gerente de la configuración juvenil de Olimpia. En 2020, también tuvo un breve período como asistente de Roberto Torres en Sportivo San Lorenzo.
El 26 de octubre de 2020, tras la destitución de Daniel Garnero, fue nombrado técnico interino de la plantilla principal del Olimpia. Dejó el cargo tras el nombramiento de Néstor Gorosito, con tres victorias en tres partidos.
El 11 de marzo de 2021 fue nombrado al frente del Club River Plate en el lugar del destituido Mario Jara.
El 15 de agosto fue nombrado técnico interino del Olimpia en el lugar de Sergio Orteman

## Clubes
| Años      | Equipo                           |                                  |                                  |
| 2005-2012 | Cerro Porteño (juvenil)          | Cerro Porteño (juvenil)          | Cerro Porteño (juvenil)          |
| 2012      | Nacional de Asunción (juvenil)   | Nacional de Asunción (juvenil)   | Nacional de Asunción (juvenil)   |
| 2013      | Paraguay Sub-15                  | Paraguay Sub-15                  | Paraguay Sub-15                  |
| 2018-2021 | Olimpia (interino)               | Olimpia (interino)               | Olimpia (interino)               |
| 2020      | Sportivo San Lorenzo (asistente) | Sportivo San Lorenzo (asistente) | Sportivo San Lorenzo (asistente) |
| 2020      | Olimpia (interino)               | Olimpia (interino)               | Olimpia (interino)               |
| 2021      | River Plate de Asunción          | River Plate de Asunción          | River Plate de Asunción          |
| 2021–     | Olimpia                          | Olimpia                          | Olimpia                          |